# Serge Gakpé
Serge Gakpé (7 de maio de 1987) é um futebolista profissional togolês que atua como atacante.

## Carreira
Serge Gakpé representou o elenco da Seleção Togolesa de Futebol no Campeonato Africano das Nações de 2017.